# Francisco Iturrino
Francisco Iturrino González – hiszpański malarz, przedstawiciel fowizmu i kontynuator stylu Henri Matisse’a.
Urodził się w Santanderze, w 1867 roku razem z rodziną przeniósł się do Bilbao (pochodzili z Kraju Basków), gdzie otrzymał pierwsze lekcje rysunku. W 1884 roku wyjechał do Belgii z zamiarem uzupełnienia studiów, zamiast tego zaprzyjaźnił się z lokalnymi artystami i zaczął samodzielnie malować. Wyjechał do Paryża, gdzie poznał m.in. Picassa i Matissa oraz wziął udział w dwóch wystwach. W 1903 roku wrócił do Hiszpanii, gdzie podróżował do różnych miast wystawiając swoje obrazy. Ze względu na ciągłe problemy finansowe sprzedawał swoje dzieła dość tanio.
W 1920 r. musiał poddać się operacji nogi, którą później amputowano. Ciężko znosząc konsekwencje operacji w 1922 roku przeprowadził się do Cagnes-sur-Mer we Francji, gdzie zmarł w 1924 roku w wyniku choroby.

## Dzieła malarskie
- Mujer con mantilla blanca, 1900-01
- Paisaje, 1899-1901
- Bañistas, 1895-98
- Muchachas iniciando una carrera, 1895-98
- Caballos y galgos, 1902
- Pueblo sobre el puerto, 1906-08
- Romería, 1905-06
- Fiesta en el campo, 1901-02
- La tarde, 1904
- Encuentro en Córdoba, 1907
- Lavanderas, 1905-11
- Manolas, 1908-09
- Bodegón, 19010-11
- Desnudos, 1910
- Harén, 1912
- Mujer mora, 1912
- Odalisca, 1912
- Scéne Orielntal (Maroc) 1912
- La Concepción (Málaga)
- Jardín, 1913-14
- Jardín de Málaga, 1916-17
- Escena campera, 1912-14
- Potros en el campo, 1915
- Tablao flamenco, 1915
- Desnudos, 1916-18
- Desundo, 1915
- La danza, 1916
- La primavera, 1916-17[1]